# Sportfreunde Ippendorf
Die Sportfreunde Ippendorf (offiziell: Sportfreunde Ippendorf 1923 e. V.) ist ein Sportverein aus dem Bonner Stadtteil Ippendorf.

## Geschichte
Der Verein wurde im Frühjahr 1923 als Spielverein Ippendorf gegründet und trägt seit 1934 den heutigen Namen. Neben Fußball bieten die Sportfreunde noch Gymnastik und Kinderturnen an. Die Heimspiele der Fußballer werden auf dem Sportplatz Netzestraße ausgetragen, der Platz für 1500 Zuschauer bietet. Es wird auf Kunstrasen gespielt.

## Frauenfußball

### Geschichte
Die Fußballerinnen der Sportfreunde Ippendorf starteten im Jahre 2012 in der Landesliga und schafften zwei Jahre später den Aufstieg in die Verbandsliga Mittelrhein. Dort wurde die Mannschaft in den Jahren 2015, 2016 und 2018 jeweils Vizemeister. Anschließend fiel das Team ins Mittelfeld der Liga zurück und musste dann im Jahre 2024 wegen der schlechteren Tordifferenz gegenüber den Sportfreunden Uevekoven in die Landesliga absteigen.
Größter Erfolg der Frauenmannschaft war der Sieg im Mittelrheinpokal in der Saison 2015/16. Im Endspiel wurde der Ligarivale KSV Heimersdorf mit 2:0 nach Verlängerung besiegt. Damit qualifizierten sich die Ippendorferinnen für den DFB-Pokal 2016/17, wo die Mannschaft in der ersten Runde mit 1:4 am Regionalligisten SG 99 Andernach scheiterte.

### Erfolge
- Teilnahme am DFB-Pokal: DFB-Pokal 2016/17
- Mittelrheinpokalsieger: 2016
- Aufstieg in die Verbandsliga Mittelrhein: 2014

## Männerfußball

### Geschichte
Die Männermannschaft der Sportfreunde Ippendorf spielten Mitte der 2000er Jahre lediglich in der Kreisliga D. Drei Aufstiege innerhalb von sieben Jahren führten die Ippendorfer dann 2012 ins Bonner Kreisoberhaus. Fünf Jahre später gelang der Aufstieg in die Bezirksliga, dem allerdings der direkte Wiederabstieg folgte. Seitdem tritt die Mannschaft in der Kreisliga A Bonn an.

### Erfolge
- Aufstieg in die Bezirksliga: 2017

## Persönlichkeiten
- Carolin Schraa